# Guastoniïta-(Y)
La guastoniïta-(Y) és un mineral de la classe dels silicats que pertany al grup de la hialotequita.

## Característiques
La guastoniïta-(Y) és un ciclosilicat de fórmula química Pb₄(YCa)(Si₈B₄O₂₈)F. Va ser aprovada com a espècie vàlida per l'Associació Mineralògica Internacional en el mes de març de l'any 2025, i encara resta pendent de publicació. Cristal·litza en el sistema triclínic.
L'exemplar que va servir per a determinar l'espècie, el que es coneix com a material tipus, es troba conservat a les col·leccions del Museu Mineralògic Fersmann, de l'Acadèmia de Ciències de Rússia, a Moscou (Rússia), amb el número de registre: 6206/1.

## Formació i jaciments
Va ser descoberta a la morena de la glacera Dara-i-Pioz, situada a la serralada d'Alai, al districte de Rashtskiy (Tadjikistan). Aquest indret és l'únic de tot el planeta on ha estat descrita aquesta espècie mineral.